# E.J. Manuel
Erik Rodriguez Manuel jr., detto E.J. (Virginia Beach, 19 marzo 1990), è un ex giocatore di football americano statunitense che ha militato nel ruolo di quarterback nella National Football League (NFL). Fu scelto nel corso del primo giro (16º assoluto) del draft NFL 2013 dai Buffalo Bills. Al college giocò a football all'Università statale della Florida.

## Carriera professionistica

### Buffalo Bills
Considerato dagli analisti tra i migliori quarterback selezionabili al draft 2013, Manuel fu scelto dai Buffalo Bills come sedicesima scelta assoluta, primo quarterback selezionato nel draft. Il 14 giugno firmò un contratto quadriennale per un totale di 8,88 milioni di dollari (tutti garantiti), inclusi 4,84 milioni di bonus alla firma.

#### 2013
Dopo due gare di pre-stagione positivo in cui sembrò essersi assicurato il posto di quarterback titolare superando Kevin Kolb, Manuel subì un imprevisto stop venendo costretto a sottoporsi a un'operazione chirurgica minore, perdendo il resto della pre-stagione. Ciò nonostante fu confermato quarterback titolare per la prima partita della stagione 2013 in programma contro i New England Patriots. Manuel e i Bills misero in seria difficoltà gli avversari, restando in vantaggio per quasi tutto il secondo tempo, salvo essere sconfitti negli ultimi istanti di gara. Il suo debutto fu positivo, completando 18 passaggi su 27 tentativi per 150 yard e due touchdown, con un passer rating di 105,5. La settimana seguente, che vedeva i Bills opposti ai Carolina Panthers al Ralph Wilson Stadium, Manuel fu ancora una volta protagonista di una gara positiva con 27 passaggi completati su 39 tentativi per 296 yard e il passaggio da touchdown vincente per Stevie Johnson a due secondi dal termine della partita. Per questa prestazione fu premiato come Rookie della settimana.

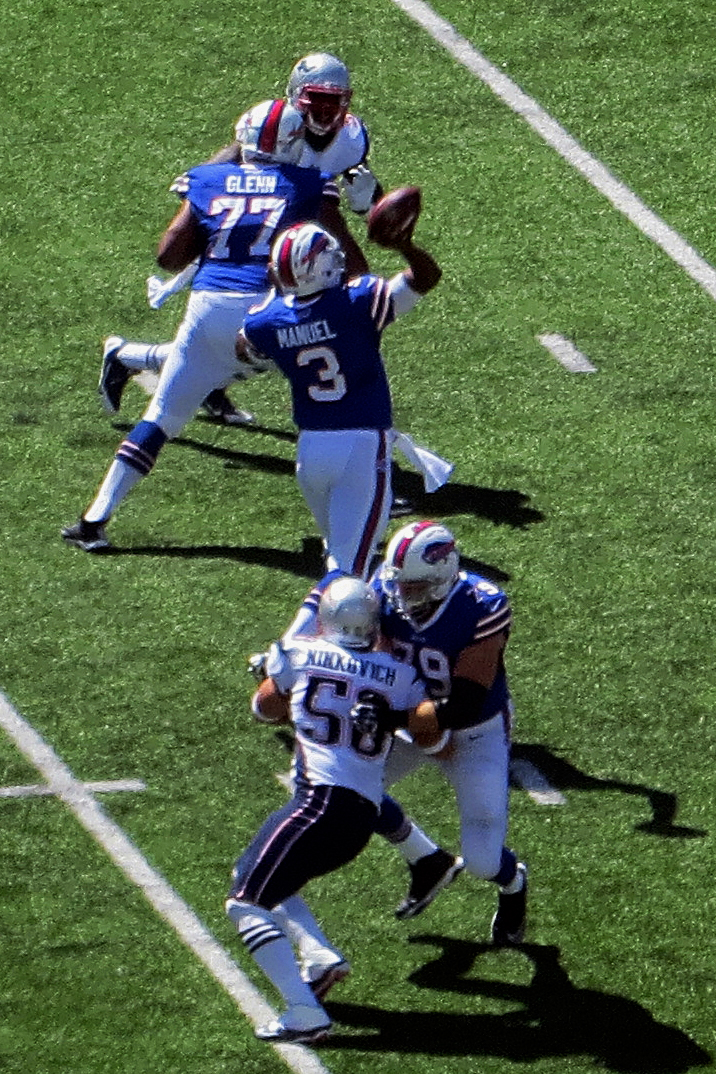
Manuel contro i Patriots nel 2013.

Dopo una sconfitta contro i Carolina Panthers e una vittoria sui Baltimore Ravens in cui Manuel disputò due gare sottotono, nel Thursday Night della settimana 5 contro i Cleveland Browns si infortunò al legamento collaterale laterale del ginocchio destro che lo costrinse a uscire anzitempo e gli fece perdere diverse partite della stagione regolare. Il giorno seguente comunicò che Manuel sarebbe stato fuori per circa altre 4-6 settimane. L'8 novembre fu annunciato che il giocatore sarebbe tornato in campo partendo come titolare nella gara della settimana 10 contro i Pittsburgh Steelers, gara persa in cui mostrò di non aver smaltito la ruggine dell'infortunio, passando 155 yard con un touchdown e un intercetto.
Nella gara di settimana 11, che vide i Bills avere ragione 14-37 in casa sui rivali di division dei New York Jets, Manuel guidò l'attacco con 20 passaggi completati su 28 tentativi per 245 yard e 2 touchdown. Degno di nota fu il drive da 83 yard complessive in sole 2 giocate messo a referto allo scadere del 3º quarto e culminato con il passaggio da touchdown da 43 yard per Marquise Goodwin. Dopo la settimana di pausa, i Bills tornarono a perdere contro gli Atlanta Falcons ai tempi supplementari malgrado 210 yard, un touchdown passato e uno segnato su corsa dal quarterback. Nella gara di settimana 14, che vedeva i Bills impegnati nella trasferta di Tampa Bay contro i Buccaneers, Manuel disputò una delle sue gare peggiori in stagione, lanciando 18 passaggi completati su 33 tentativi per 184 yard e nessun touchdown. Inoltre macchiò ulteriormente la sua prestazione lanciando 4 intercetti che limitarono pesantemente la manovra offensiva di Buffalo, la quale alla fine uscì sconfitta per 6-24 dal Raymond James Stadium.
La settimana seguente, contro i Jacksonville Jaguars padroni di casa, Manuel fu autore di una solida prestazione, guidando l'attacco con 17 passaggi completati su 24 tentativi per 193 yard e 2 touchdown oltre a correre per 37 yard ed un touchdown. Tale prestazione consentì al giovane quarterback di Buffalo di ottenere la prima vittoria in trasferta, dopo aver condotto la propria squadra a 4 sconfitte nei precedenti incontri fuori dalle mura amiche del Ralph Wilson Stadium. Durante l'incontro tuttavia, Manuel rimediò una distorsione al ginocchio che lo costrinse a dare forfait nel penultimo incontro della stagione regolare. Fu la partita vinta contro Jacksonville l'ultimo incontro stagionale disputato da Manuel nel suo anno da rookie, chiuso con 180 passaggi completati su 306 tentativi per 1.972 yard, 11 touchdown e 9 intercetti in aggiunta alle 186 yard corse per 2 touchdown in 10 partite da titolare.

#### 2014

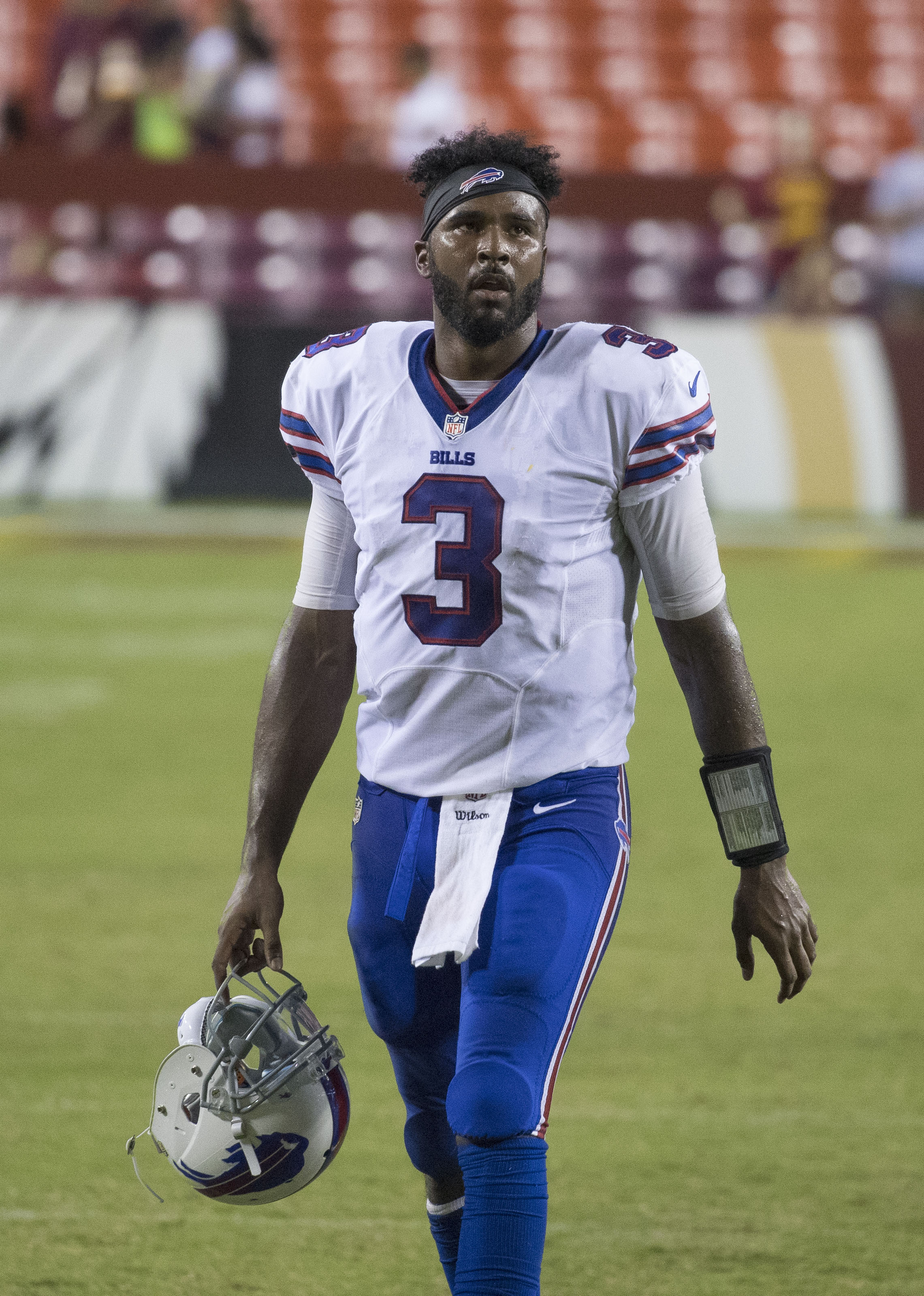
Manuel coi Bills nel 2016

Dopo una pre-stagione molto complicata, culminata con l'ingaggio da parte dei Bills del quarterback veterano Kyle Orton, Manuel fu comunque confermato titolare per la prima partita della stagione regolare e rispose con una prestazione da 16 passaggi completati su 22 per 173 yard, un touchdown ed un intercetto, oltre a correre per 19 yard ed un touchdown in 6 portate. Egli riuscì così a guidare i Bills, dati ampiamente per sfavoriti di 7 punti alla vigilia, ad una vittoria ai tempi supplementari per 23-20 contro i Chicago Bears, la prima assoluta nella storia di Buffalo in sei incontri disputati nella metropoli dell'Illinois che coincise inoltre con la prima partita di regular season giocata dai Bills dopo la scomparsa dello storico proprietario Ralph Wilson Jr..
Dopo una seconda vittoria sui Dolphins, i Bills persero due gare consecutive contro Texans e Lions. In seguito a quest'ultima sconfitta, a Manuel fu revocato il ruolo di titolare, venendo sostituito nella settimana 5 da Orton, dopo avere fatto registrare 5 passaggi da touchdown, 3 intercetti e un passer rating di 80,3 nelle prime quattro gare della stagione. Orton rimase il titolare per il resto della stagione, con un record parziale di 7 vittorie e 5 sconfitte.

#### 2015
Dopo la pre-stagione 2015, Tyrod Taylor fu nominato quarterback titolare dei Bills, mentre Manuel superò il veterano Matt Cassel nel ruolo di prima riserva. Nella gara del quinto Tylor si infortunò, così Manuel fu nominato titolare al suo posto per la gara della settimana 6, persa contro i Bengals.

#### 2016

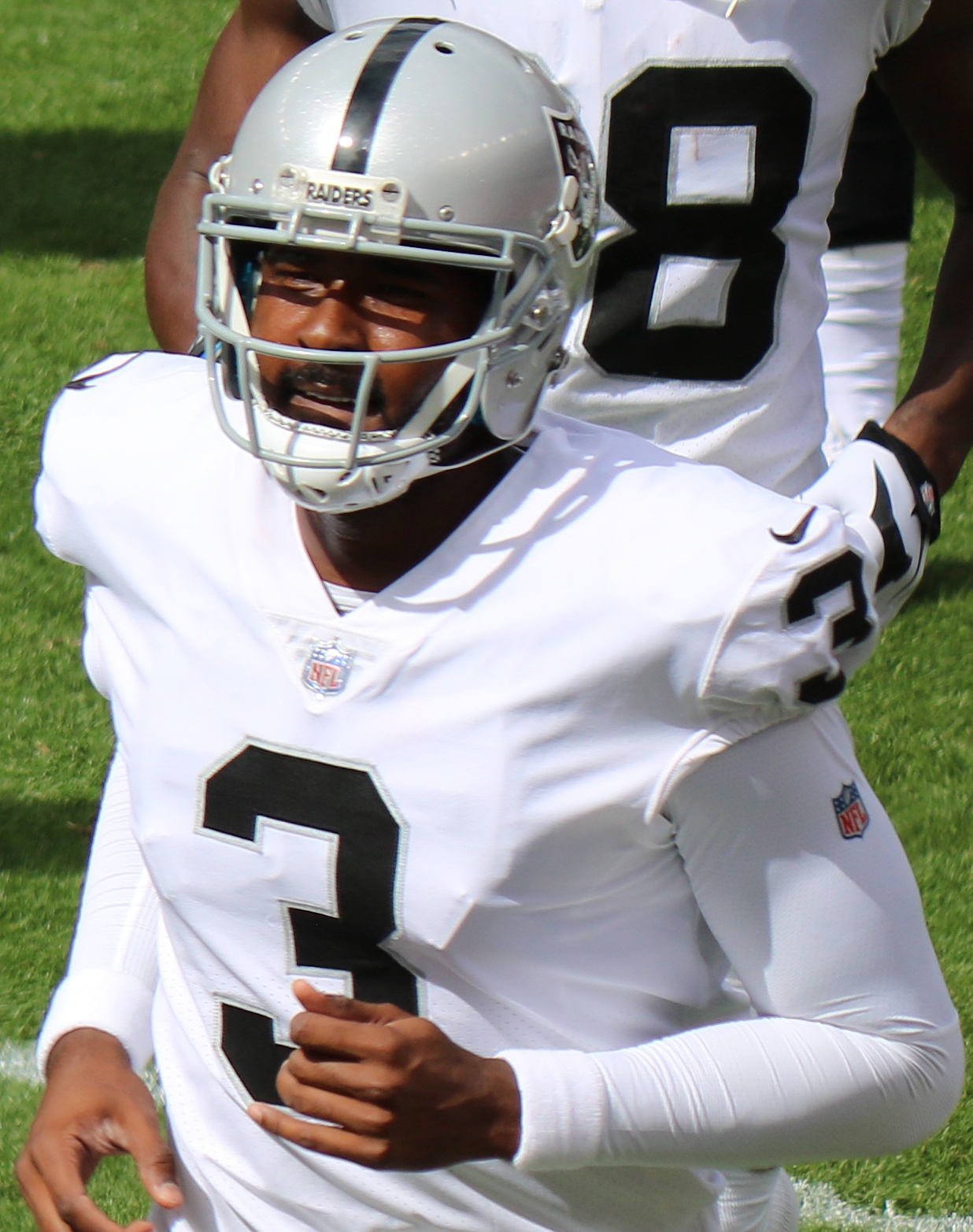
Manuel coi Raiders nel 2017

Dopo essere rimasto in panchina per tutta la stagione, Manuel fu nominato titolare al posto di Taylor prima della gara dell'ultimo turno con i Bills già eliminati dalla corsa ai playoff. Completò 9 passaggi su 20 per 86 yard prima di venire sostituito dal rookie Cardale Jones all'inizio del quarto periodo.

### Oakland Raiders
Il 20 marzo 2017, Manuel firmò con gli Oakland Raiders per fungere da riserva di Derek Carr. Questi nel quarto turno si infortunò alla schiena, così Manuel fu nominato titolare nella settimana 5, dove passò 159 yard e un touchdown nella sconfitta coi Baltimore Ravens.

## Palmarès
- Rookie della settimana: 1

settimana 2 del 2013
- GMC Never Say Never Moment della settimana: 1

settimana 2 del 2013